# Lucia Di Guglielmo
Lucia Di Guglielmo (Pisa, 26 de juny del 1997) és una futbolista italiana, que juga com a defensa a la Roma i la selecció italiana.
Abans del seu traspàs a la Roma el juliol de 2021, Di Guglielmo va passar la major part de la seua carrera a la Toscana, sobretot va passar deu anys jugant a Castelfranco, un club que finalment es va convertir en la secció femenina de l'Empoli, i del qual seria la capitana.
Di Guglielmo va debutar amb la selecció italiana el 24 de febrer de 2021, substituint Valentina Bergamaschi en un partit contra Israel.